# بسمة النمري
بسمة النمري، قاصّة وفنّانة تشكيليّة أردنيّة متفرّغة للكتابة والرسم، حاصلة على درجة البكالوريوس في الرياضيّات المعاصرة من الجامعة الأردنية، خرّيجة معهد تدريب الفنون الجميلة التابع لوزارة الثقافة تخصّص تصوير (رسم). خرّيجة معهد تدريب الفنون الجميلة تخصّص (نحت). أصدرت روايتها الأولى «المنشدة» عام 2016 بعد سبع مجموعات قصصية صدرت بين العامين 2001 و2010، وهي: منعطفات خطرة، رجل حقيقي، حجرة مظلمة، أقرب بكثير ممّا تتصوّر، تلتها ثلاثيّة القصص القصيرة جدّاً، سفر الرؤى، كذلك على الأرض، ثم وما لا يُرى.

## شهادات
- بكالوريوس رياضيات كلية العلوم الجامعة الأردنية.
- شهادة تخصص تصوير (رسم) معهد تدريب الفنون الجميلة.
- شهادة تخصص (نحت) معهد تدريب الفنون الجميلة.[6]

## عضويات ومشاركات
- عضو رابطة الفنانين التشكيليين.[7]
- عضو في رابطة الكتّاب الأردنيّين.[4]
- أقامتْ عدّة معارض شخصيّة في الأردن وفي بريطانيا، وشاركتْ في العديد من المعارض الدوليّة.[4][8][9]

## آراء

### القصة
تقول النمري إنّ «القصة في الأساس فكرة، وأساس الفكرة مستمدة من روح تحاول أن تشرح ذاتها وتحكي حالها»، رائية أنّ على لغة القصة أن تكون «مرنةً، بسيطةً، فياضةً، سلسةً، متدفقةً»، مضيفةً أنّ «على الكلمات أنْ تلهث مسرعةً كي تدرك الحالة الروحية التي تعرض لها القصة، تلتقطها وتترجمها بدقة وأمانة، لنستطيع عبرها ولوج عالم القصة الذي يختلف كثيراً عن واقعنا المعاش هنا». وتقول أيضا «لا يكفي أنْ تدرك الفكرة عبر اللغة النص، بل عليها أن ترحل بنا إلى فضاء النص الذي هو أكثر رحابة من النص ذاته، الذي تكمن روح القصة فيه»، معتقدةً أنه بذلك ينبغي أنْ يخلو الأسلوب من التعقيد، وتكون بسيطة كي لا تكون عبئاً، وتقف حاجزاً أمام المتلقي الذي عليه أن يعرف جل جهده وتفكيره، كي يركز على الفكرة والمعنى الكامن خلف القصة.

### الشعر
قدمت الكاتبة كتابها الأول شعريا فتقول «ولدت وأكتب.. أكتب روحي.. أرسم وجوهي.. أصنع من الصلصال نسائي وأتعلم مما قرأت وكتبت وشكلت معنى المحبة. وحين تمتلئ سلتي بالزاد اشبكها بذراعي وانطلق إلى الذي منذ البدء ينتظرني.» في «بيتي» قصّ وشعر وعالم سحري تتوحد فيه الاشياء والكائنات الحية وتتآلف وتتفاهم متناغمة وانتظار قادم تأمل الا يخرّب هذا العالم بإزالة السحر عنه.

### المرأة
أفردت الكاتبة الأردنية بسمة النمري مساحة كبيرة للمرأة في أعمالها، فهي مثقلة بقضايا المرأة لأن المرأة هي "الأقدر على فهم طبيعة المرأة وروحها وأعماقها" على حد تعبيرها. تجسد ذلك بوضوح في روايتها "نقطة حمراء في نهاية السطر. التي تناولت قضية العنف الأسري. أما روايتها "المنشدة" فناقشت مسائل فلسفية من خلال بطلةٍ وحيدةٍ تجول أروقة الرواية، تحاول عن طريق حوارها مع ذاتها أنْ تجيب عن أسئلتها الصعبة التي تقلق سكينتها وتحيّرها.

## مؤلفات
| العنوان              | اللغة   | الناشر                          | السنة | عدد الصفحات | الرقم الدولي         | المصدر        |
| -------------------- | ------- | ------------------------------- | ----- | ----------- | -------------------- | ------------- |
| المنشدة              | العربية | المؤسسة العربية للدراسات والنشر | 2016  | 352         | لا يوجد              | [ 4 ]         |
| حجرة مظلمة           | العربية | المؤسسة العربية للدراسات والنشر |       | 147         | لا يوجد              | [ 12 ]        |
| منعطفات خطرة         | العربية | المؤسسة العربية للدراسات والنشر |       |             | (ردمك 3035540000002) | [ 13 ]        |
| ما لا يرى            | العربية | المؤسسة العربية للدراسات والنشر | 2010  | 275         | (ردمك 9789953361093) | [ 14 ] [ 15 ] |
| سفر الرؤى            | العربية | المؤسسة العربية للدراسات والنشر | 2008  | 163         | (ردمك 9789953362106) | [ 16 ]        |
| كذلك علي الأرض       | العربية | المؤسسة العربية للدراسات والنشر |       |             | (ردمك 9789953363145) | [ 17 ]        |
| أقرب بكثير مما تتصور | العربية | المؤسسة العربية للدراسات والنشر | 2007  | 154         | (ردمك 9789953361940) | [ 18 ]        |